# Coenosia heterocnemis
Coenosia heterocnemis är en tvåvingeart som beskrevs av Fritz Isidore van Emden 1940. Coenosia heterocnemis ingår i släktet Coenosia och familjen husflugor. Inga underarter finns listade i Catalogue of Life.